# ويليام ر. رولاند
ويليام ر. رولاند (بالإنجليزية: William R. Rowland)‏ هو شخصية أعمال أمريكي، ولد في 11 نوفمبر 1846، وتوفي في 4 فبراير 1926.